# Petr Cingr

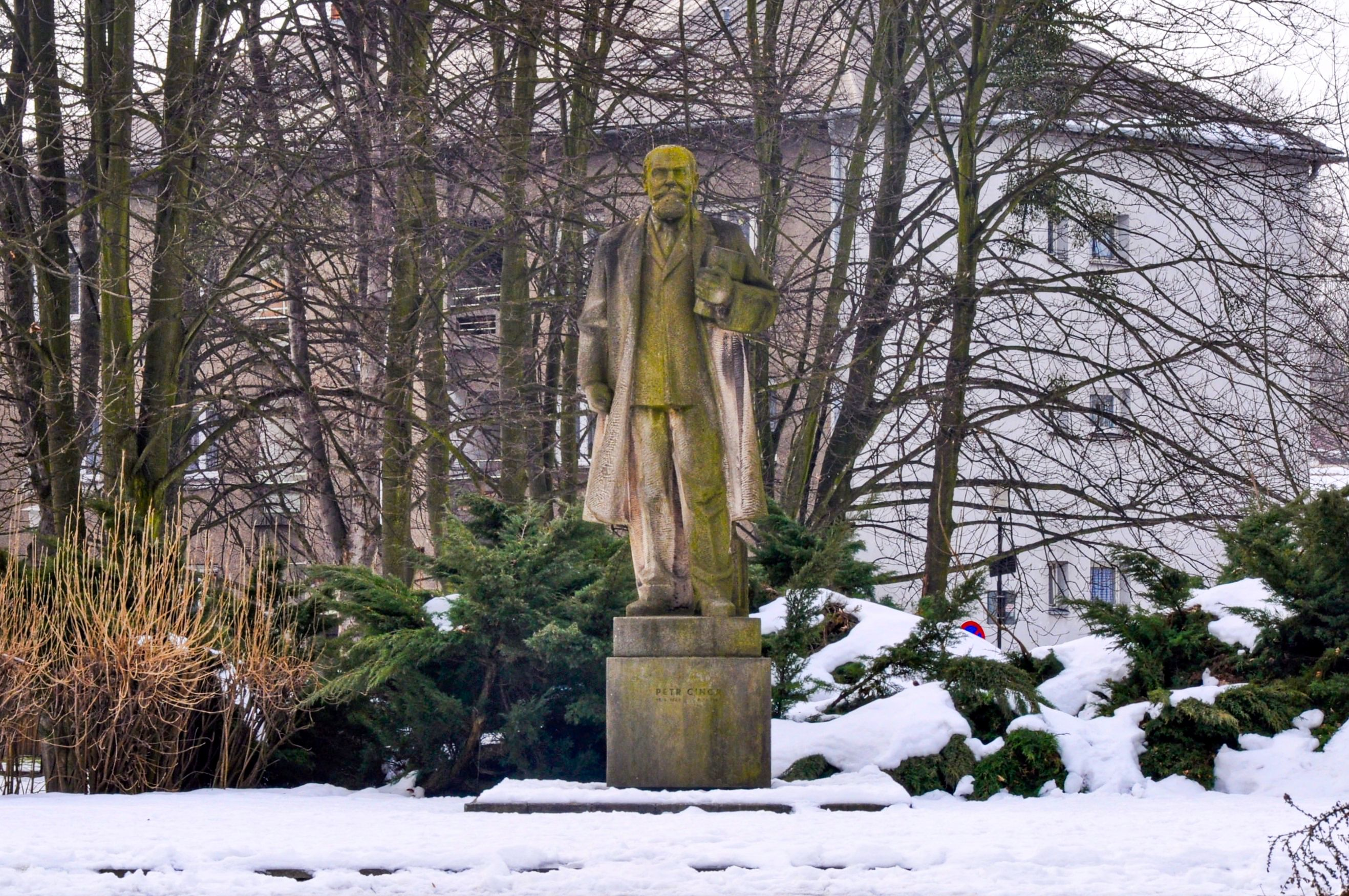
Socha Petra Cingra v nadživotní velikosti na Michalském náměstí v Ostravě-Michálkovicích

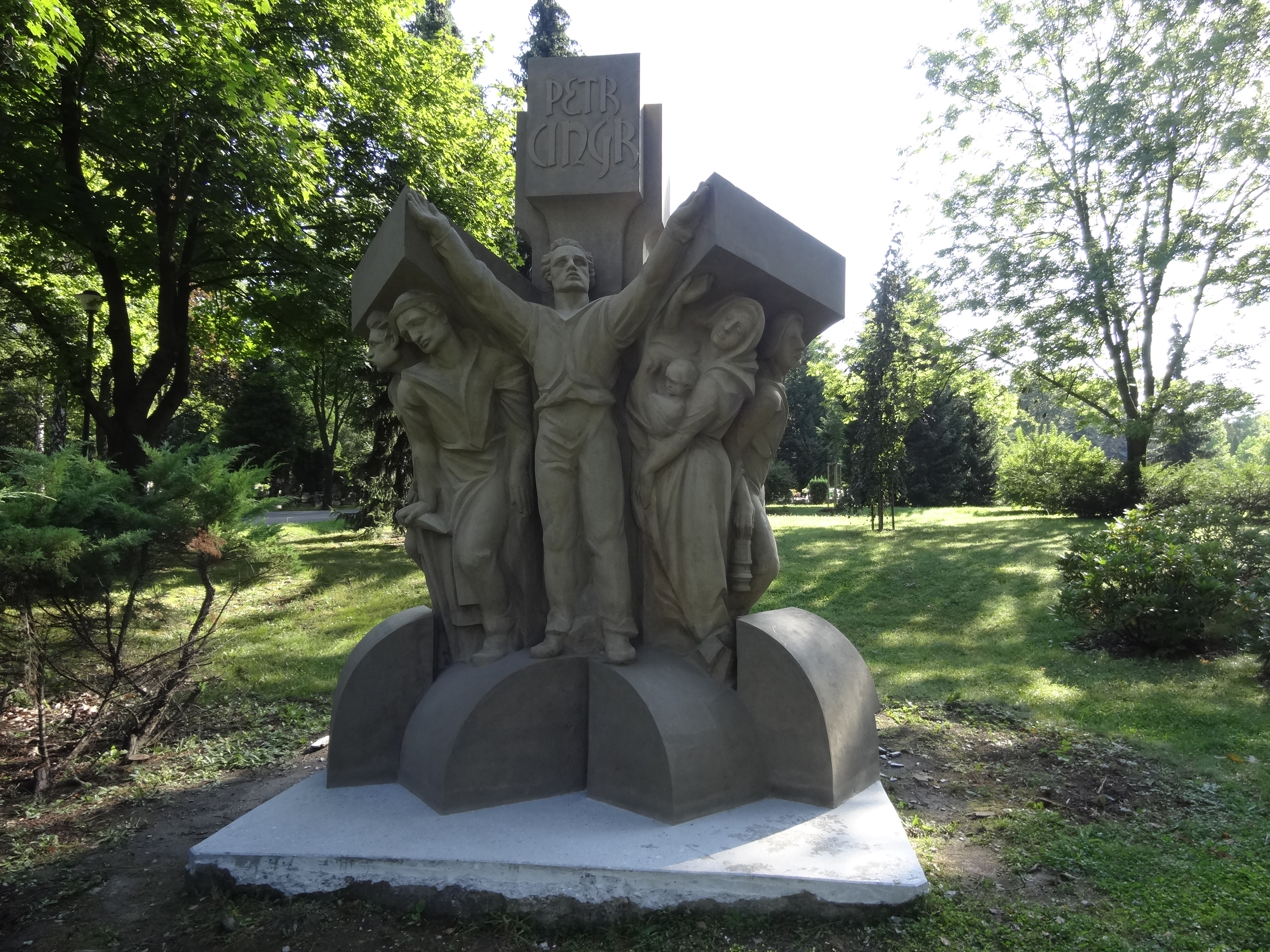
Náhrobek Petra Cingra, Slezská Ostrava, Ústřední hřbitov, Ostrava.

Petr Cingr (12. května 1850 Hudlice – 4. listopadu 1920 Vídeň) byl český a československý sociálně demokratický novinář, politik, za Rakouska-Uherska jeden z prvních sociálně demokratických poslanců Říšské rady, po roce 1911 aktivista takzvané centralistické sociální demokracie, po vzniku Československa poslanec Revolučního národního shromáždění a senátor Národního shromáždění ČSR za Československou sociálně demokratickou stranu dělnickou.

## Biografie
Od konce 19. století se angažoval v sociálně demokratickém dělnickém hnutí. Nejprve na Berounsku, později v severočeském uhelném revíru, od roku 1892 na Ostravsku. Zde v roce 1894 a 1900 organizoval dvě velké dělnické stávky. Byl předsedou hornicko-hutnického spolku Prokop založeného roku 1893. Vydával první hornický časopis Na zdar a časopis Odborné listy.
V letech 1897–1918 byl poslancem rakouské Říšské rady (celostátní zákonodárný sbor). Poprvé do ní byl zvolen ve volbách roku 1897 za všeobecnou kurii, obvod Těšín, Fryštát, Bílsko. Patřil mezi první skupinu sociálně demokratických politiků, kteří díky demokratizaci volebního systému v roce 1897 poprvé pronikli i do vídeňského parlamentu. Zároveň náležel mezi pět českých sociálních demokratů, kteří na Říšské radě přednesli projev, ve kterém se vymezili proti státoprávním postojům nesocialistických českých politických stran (takzvané protistátoprávní prohlášení). Označili dokonce dlouhodobé snahy české politické reprezentace za „vyhrabávání ztrouchnivělých historických privilegií a dokumentů,“ což vyvolalo v české společnosti ostré polemiky.
Od 90. let 19. století patřil k předním politikům sociální demokracie, v jejímž rámci představoval levicové křídlo, odmítající revizionismus. Mandát ve vídeňském parlamentu obhájil i ve volbách roku 1901 (za stejnou kurii a obvod) a také ve volbách roku 1907 konaných již podle rovného volebního práva, po zrušení kurií. Tehdy sem usedl za obvod Slezsko 06. V Říšské radě se stal členem Klub českých sociálních demokratů. Se sociální demokracií, respektive s českou sociální demokracií se ovšem později rozešel a v roce 1911 se angažoval v politické formaci nazvané Česká sociálně demokratická strana v Rakousku (takzvaní centralisté), která odmítala přílišné rozdělování sociálnědemokratického hnutí podle národností a byla konkurentem tradiční české sociálně demokratické strany. Nový politický subjekt byl ustaven na sjezdu v Brně 13. a 14. května 1911. Jeho vznik byl důsledkem sporů mezi celorakouskou a českou sociálně demokratickou stranu. Vídeňská centrála sociálních demokratů vyčítala českým kolegům štěpení dělnického hnutí (v Praze vznikla krátce předtím samostatná česká sociálně demokratická odborová centrála). Celorakouská strana pak Cingrovu formaci označila za jedinou skutečnou českou sociální demokracii. Za centralisty byl Cingr jako jediný poslanec ve volbách roku 1911 zvolen do Říšské rady. Zvolen byl opět za svůj obvod Slezsko 06. V parlamentu pak působil jako nezařazený poslanec (podle jiného zdroje vstoupil do poslaneckého klubu polských sociálních demokratů) a setrval zde až do zániku monarchie v roce 1918.
V politice se udržel i po vzniku republiky. V letech 1918–1920 zasedal v československém Revolučním národním shromáždění. Byl tehdy uváděn profesně jako redaktor. V roce 1920 se ještě před smrtí zapojil do frakčního boje v sociální demokracii a tíhnul k levici, z níž se po jeho smrti utvořila Komunistická strana Československa. V parlamentních volbách v roce 1920 získal senátorské křeslo v Národním shromáždění, kde zasedal do své smrti o několik měsíců později. Místo něj pak do senátu jako náhradník nastoupil Antonín Smetana.